# 美洲簇花草属
美洲簇花草属（学名：Bdallophytum），也称榄寄生属，是一类寄生植物，主要寄生在美洲的热带地区特有种裂榄属（Bursera）树木的根上，尤其是苦木裂榄木（Bursera simaruba）。本属植物目前已知的共有5种，都是雌雄异株的。
美洲簇花草属以前的分类法将其列入大花草科，最新的分类法将其和簇花草属一起单独列为一个簇花草科，美洲簇花草属有的品种也曾经被分到簇花草属中，根据基因亲缘关系分类的APG 分类法和经过修订的APG II 分类法都认为本科无法列入任何已知的目中，属于系属不清的科。
美洲簇花草属的拉丁名来源于古希腊语，bdell-意思是蚂蝗，phyton意为植物，Eichler将其拼写错误，一直流传至今。

## 下属物种
本属包括以下物种：
- 长序榄寄生 Bdallophytum americanum (R. Br.) Eichler ex Solms
- 榄寄生 Bdallophytum andrieuxii Eichler
- Bdallophytum bambusarum
- Bdallophytum ceratantherum
- 尖鳞榄寄生 Bdallophytum oxylepis (B. L. Rob.) Harms[5]